# 동티모르 여자 축구 국가대표팀
동티모르 여자 축구 국가대표팀은 동티모르를 대표하는 여자 축구 국가대표팀으로 동티모르 축구 연맹에서 관리하고 있다. 남자 대표팀과 마찬가지로 아시아 축구 최약체로 평가받는 팀들 중 하나로 미얀마와의 2016년 아세안 여자 챔피언십 B조 1차전에서 국제 경기 데뷔전을 치렀다.

## 국제 대회 경력

### 아세안 여자 챔피언십
2016년 대회를 통해 처음으로 국제 대회에 모습을 드러낸 이후 4회 연속으로 출전하고 있으나 현재까지 조별리그를 통과한 기록은 전무하며 그나마 2019년 대회 조별리그 첫 경기에서 같은 최약체팀인 싱가포르를 2-1로 제압하며 국제 대회 첫 승을 달성했지만 나머지 대회에서는 모두 전패를 기록했다.

### 아세안 위민스컵
초대 대회인 2024년 대회에서 비록 단 1승도 거두지 못했지만 4위라는 동티모르 여자 축구 역사상 첫 AFF 주관 대회 역대 최고 성적을 거두었다.

## 국제 대회 성적

### 아세안 여자 챔피언십
- 2016년 ~ 2022년 : 조별리그

## 주요 선수
- 마리아 드 콘세이상
- 루셀리아 페르난드스
- 돌로레스 쿠스타
- 브리기다 다 쿠스타

## 같이 보기
- 동티모르 축구 국가대표팀
- 동티모르 축구 연맹